# 思明縣
思明縣是福建省曾设置的縣，存在於明鄭時期與民國初期，其轄區主要是在廈門本島一帶（今中華人民共和國福建省廈門市的思明區與湖區）與金門地區（中華民國金門縣與現為中華人民共和國廈門市翔安區所管的大小嶝）。

## 沿革

### 南明
南明永曆九年（1655年），鄭成功將中左守禦千戶所改為「思明州」，表示「思念明朝」之意，並置有知州，之後鄭經又於永曆十七年（1663年）將州改制為縣，是為「思明縣」之名首次出現（但約在此時期，位在臺灣的天興縣與萬年縣則改制為天興州與萬年州）。明郑永历三十四年、清康熙十九年（1680年2月），厦门岛被清軍占领，思明縣遂裁撤，復歸同安縣管轄。

### 民國
辛亥革命之後，廈門成立了福建軍政府廈門分府，於民國元年（1912年）4月18日廈門軍政府參事會派代表向福建都督府請願獲准，析同安县嘉禾里（即今厦门岛）与同安县翔風里浯洲（今金门县，含大小嶝），置思明县，但該年9月18日思明縣便升格為「思明府」，直到民國二年（1913年）3月30日又廢府改回「思明縣」。
民國三年（1914年）福建巡按使許世英咨陳內政部，派左樹燮為金門籌辦設治委員，於同年7月奉准後將金門地區（大、小金門與大、小嶝等島）從思明縣獨立出來設置金門縣（歸廈門道管轄，乃二等縣治）是以思明縣僅轄廈門本島。金門縣於隔年（1915年）4月9日奉批令成立縣治，設縣知事，改縣丞署為縣公署。
1933年，闽变时期，属兴泉省，并析置厦门特别市。民國二十四年（1935年）4月，裁撤思明縣，改制為廈門市。